# Remigiusz Okraska
Remigiusz Łukasz Okraska (ur. 16 czerwca 1976 w Myszkowie) – polski socjolog, działacz społeczny, publicysta prasy ekologicznej i społeczno-politycznej. 

## Życiorys
W młodości związany ze śląskim lewicowo-młodzieżowym Ruchem Radykalno-Postępowym oraz środowiskami anarchistycznymi (publikował m.in. w piśmie „Mać Pariadka”). Współtwórca w 1998 biuletynu „ZaKORZENIEnie”, poświęconego prawom mniejszości etnicznych i propagowaniu wiedzy o nich. 
Współtwórca i do końca edycji pisma redaktor naczelny Magazynu „Obywatel”, a następnie redaktor naczelny kwartalnika „Nowy Obywatel”. 
W latach 2001–2005 redaktor naczelny miesięcznika „Dzikie Życie”, a w latach 1997–2017 współpracownik tego pisma. Brał udział w akcjach przeciwko niszczeniu przyrody, m.in. w Tatrach.
Twórca i redaktor naczelny portalu Lewicowo.pl, poświęconego historii lewicy demokratycznej i niekomunistycznej w Polsce – prowadził go w latach 2009–2019, tworząc bazę tekstów obejmującą ponad 1300 tekstów źródłowych. 
Absolwent socjologii na Uniwersytecie Śląskim w Katowicach. Jego praca magisterska (nagrodzona przez katowicki oddział Polskiego Towarzystwa Socjologicznego), uznawana jest za pierwszą polską naukową monografię neopogaństwa. Na jej bazie powstała książka, wydana przez wydawnictwo Rekonkwista („W kręgu Odyna i Trygława. Neopoganizm w Polsce i na świecie – wczoraj i dziś”, 2001). 
Redaktor polskich przekładów książek poświęconych globalizacji i ochronie przyrody (m.in. Zapisków z Piaszczystej Krainy Aldo Leopolda, Świat po kapitalizmie Davida C. Kortena, Wyznania wojownika Ziemi Dave'a Foremana, Nowa wizja lasu Chrisa Masera). 
Popularyzator tradycji polskich ruchów politycznych łączących program patriotyczny i demokratyczny z postulatami egalitarnymi i naciskiem na oddolne, wspólne działanie, tj. m.in. ruchu ludowego, spółdzielczego i socjaldemokratycznego. Redaktor wyborów pism polskich myśliciel i działaczy społecznych: Edwarda Abramowskiego, Jana Gwalberta Pawlikowskiego, Romualda Mielczarskiego, Franciszka Stefczyka, Jana Wolskiego. Redaktor wznowień klasycznych polskich manifestów ideowopolitycznych: „Listy do młodego przyjaciela” Stanisława Thugutta, „Takimi będą drogi wasze” Ludwika Krzywickiego, „Wiekopomny dzień 6 sierpnia 1914” Andrzeja Struga, „Życie i dzieło Edwarda Abramowskiego” Marii Dąbrowskiej, „Cztery lata wojny” Ignacego Daszyńskiego. Redaktor pierwszego wznowienia biografii „Dzieje życia i twórczości Edwarda Abramowskiego” autorstwa Konstantego Krzeczkowskiego (Katowice 2018). Redaktor i twórca kilkuset przypisów do pierwszego od 1938 roku wznowienia książki „Śląsk za Olzą” Pawła Hulki-Laskowskiego, poświęconej dziejom, kulturze i sytuacji Polaków na Zaolziu (Czeski Cieszyn 2024)[]. Jest autorem wywiadu-rzeki z Joanną i Andrzejem Gwiazdami, pt. „Gwiazdozbiór w Solidarności” (2009). Autor rozdziału o dziejach polskiego ruchu spółdzielczego w książce „Kooperatyzm, spółdzielczość, współdziałanie. Wybór pism” (2014; w 2017 książka ukazała się po angielsku); za tę pracę wraz ze współautorem Bartłomiejem Błesznowskim otrzymał nagrodę II stopnia Krajowej Rady Spółdzielczej. Związany ze Stowarzyszeniem Obywatele Obywatelom.
Publikował m.in. w czasopismach i portalach „Tygodnik Powszechny”, „Pressje”, „Nowa Konfederacja”, „Dziennik Gazeta Prawna”, „Teologia Polityczna, „Pismo”, „Kontakt”, „Fronda”, „Dziś”, „Życie”, Nowy Napis, Onet, Tygodnik TVP. Od marca 2024 jest stałym komentatorem „Tygodnika Solidarność”.
W latach 2022–2023 przygotował dla portalu SwipeTo cykl podcastów „Sprawa dla obywatela” o tematyce społecznej, m.in. o ekologii, prawach pracowniczych, związkach zawodowych, transporcie zbiorowym, sytuacji osób z niepełnosprawnościami.
Wraz z żoną jest autorem raportu „Świat po pandemii. Nowe idee na nowe czasy”. Autor publikacji „Związki zawodowe dziś i jutro – raport z badań”, będącego podsumowaniem projektu badawczego poświęconego związkom zawodowym w Polsce.
Prowadzi z żoną Magdaleną Okraską blog poświęcony winom, książkom i podróżom.